# Иржи Прошек
Иржи Прошек (на чешки: Jiří Prošek) (по-известен като Георги Прошек) е чешки инженер и предприемач, участник в борбите за освобождение на България, прекарал по-голямата част от живота си в нея. Той е брат на Богдан Прошек и братовчед на Вацлав и Йозеф Прошек.

## Биография
Георги Прошек е роден през 1847 г. в градеца Бероун до Прага в семейство на обущар, но родът им се знае отпреди 300 години. Записва землемерно инженерство и строителство в Кралевската чешка политехника и в 1869 г. се дипломира с титлата инженер.
През 1871 г. пристига в Тракия и работи по изграждането и експлоатацията на железопътната линия на барон Хирш. В село Ябълково се среща с Васил Левски  и с ръководителите на местния таен революционен комитет основават Славянски дом, училище, читалище и първия интернационален таен революционен комитет. Прошек доставя оръжие под прикритието, че е необходимо за охраната на железопътната линия и пренася тайно революционната поща на комитетите. В 1876 г. напуска железницата и става кореспондент на европейски вестници, в които разгласява зверствата при потушаване на Априлското въстание. В Руско-турската война заминава за Одрин заедно със свои приятели, демонтира към 200 м жп релси и ги хвърля в р. Марица, проваля преминаването на турските военни ешалони и облекчава изхода на битката при Шипка. Разкрит от турските власти Иржи Прошек е осъден на смърт, но успява да избяга в Букурещ, където работи като преводач на руската армия. За приноса в освобождението на България, получава високите отличия – орден „Св. Александър Невски“ I ст. и златна сабя. 
След Освобождението е архитект в общината в София (1879 – 1881) и работи върху първия градоустройствен план на града. По-късно е главен инженер на Дирекцията на обществените сгради (1881 – 1885). Участва в инициирането и изграждането на паметника на Васил Левски , на построения в памет на обесените от турците софийски книжари Лъвов мост и на Орлов мост, където са посрещнати заточениците от Диарбекир. Заедно с брат си, Богдан Прошек, основава през 1879 първата печатница в София, през 1884 – Пивоварна „Прошек“, най-голямата в града по това време и първата електрифицирана сграда в България със собствен генератор, а по-късно правят и керамична фабрика за тухли в с. Долни Богров, Новоселско. Инж. Прошек проучва находища на мрамор в страната и съставя карта. Иржи Прошек е един от основателите на дружеството Славянска беседа и на Българското инженерно-архитектурно дружество.
Жени се за Анна Роубалова. От брака им се раждат четири дъщери, две от които са Дадичка (31 юли 1879 – 16 юли 1880) и Лидунка (25 юни 1886 – 6 октомври 1891) и един син – Георги. Строежа на пристанището във Варна е най-мащабното му дело, но ударено от свлачища пристанището не устоява. Георги Прошек не може да го понесе и получава инфаркт. Умира в София на 58 години. Погребан е в семейната гробница, парцел № 16 на Централни софийски католически гробища.

## Обществена признателност
Паметник на братята Иржи (Георги) и Богдан Прошек е създаден от известния български скулптор Георги Чапкънов и открит по случай 170 години от рождението на Георги Прошек.
За братя Прошек и техните наследници е документалният филм „Поучителната история за живота на братя Прошек“ (2014), реж. Любомир Халачев, сц. Влади Киров.